# 용인남사(아곡)지구도시개발사업
용인남사(아곡)지구도시개발사업은 용인시 남사읍에 대림산업의 한숲시티와 단독주택을 건설하는 사업이다.

## e편한세상 용인 한숲시티
67개동이 있다. 단일 분양단지로는 한국 최대 규모이다.
| 단지명                        | 건설사   | 시행사                  | 주소 | 입주               | 비고 |
| ----------------------------- | -------- | ----------------------- | ---- | ------------------ | ---- |
| e편한세상 용인 파크카운티     | 대림산업 | ㈜생보부동산신탁        |      | 2019년 6월         |      |
| e편한세상 용인 한숲시티 2단지 | 대림산업 | ㈜생보부동산신탁        |      | 2018년 6월         |      |
| e편한세상 용인 한숲시티 3단지 | 대림산업 | ㈜생보부동산신탁        |      | 2018년 6월         |      |
| e편한세상 용인 한숲시티 4단지 | 대림산업 | ㈜생보부동산신탁        |      | 2018년 6월         |      |
| e편한세상 용인 한숲시티 5단지 | 대림산업 | ㈜생보부동산신탁        |      | 2018년 6월         |      |
| e편한세상 용인 한숲시티 6단지 | 대림산업 | ㈜생보부동산신탁        |      | 2018년 6월         |      |
| 힐스테이트 용인 마크밸리      | 현대건설 | 무궁화신탁㈜ ㈜동우개발 |      | 2027년 12월 (예정) |      |

## 기타 시설
단독주택도 존재한다.
남사 스포츠 센터, 남사 도서관, 현장민원실 개소

## 교육
- 처인고등학교(2021.03. 개교)
- 한숲중학교
- 남곡초등학교
- 처인성유치원 보관됨 2020-10-08 - 웨이백 머신(시립,단설)